# Sevsk
Sevsk (en ruso: Севск) es una ciudad rusa, capital del raión homónimo en la óblast de Briansk. Está situada a orillas del río Sev, en la cuenca del río Dniéper, a 124 km al sudoeste de Briansk.
En 2021, el territorio de la ciudad tenía una población de 7565 habitantes, de los que 6732 vivían en la propia ciudad y el resto repartidos en cuatro pedanías: los posiolki de Zarechni y Penkozavod y las aldeas (derevni) de Strelétskaya Slobodá y Pushkárnaya Slobodá.

## Historia
Una de las primeras ciudades de Severia, Sevsk es conocida por haber formado parte del principado de Chernígov desde 1146. A continuación fue incorporada al Gran Ducado de Lituania, en 1356. Sevsk fue anexionada finalmente por Moscovia en 1585, convirtiéndose en una fortaleza fronteriza rusa. Iván el Terrible instaló allí una guarnición de cosacos que crearon un sloboda, o colonia libre. Ciudad comercial importante para el comercio con occidente, acuñó moneda desde el siglo XVII. En 1634, la ciudad resistió a tres semanas de asedio por parte del ejército polaco.
En el Imperio ruso, Sevsk estaba incluida en la gubérniya de Kiev y en 1727 pasó a la de Bélgorod, dividida en tres provincias, de las que la de Sevsk era la más poblada (300.000 habitantes). Contaba con nueve ciudades importantes: Sevsk, Trubchevsk, Briansk, Karáchev, Kromy, Rylsk, Putyvl, Nedryhayliv, Kamenny. Sevsk recibió el estatus de ciudad en 1778 y llegó a ser ciudad principal del uyezd de Orel. En esta época fue reconstruida según un nuevo plan, con las calles en ángulo recto.
Los soviéticos se hacen con Sevsk en marzo de 1918. la ciudad fue ocupada por la Alemania Nazi del 1 de octubre de 1941 al 27 de agosto de 1943. En 1944 Sevsk es vinculada al óblast de Briansk.

## Arquitectura
Los monumentos arquitectónicos de Sevsk comprende los vestigios de las murallas de la fortaleza medieval y la iglesia de la Virgen de Kazán (1760), de la Ascensión (1765) y de San Pedro y San Pablo (1809). Sevsk tuvo durante bastante tiempo dos catedrales, una de 1782 y la otra de 1811. Las dos fueron destruidas bajo el régimen de Stalin, aunque subsisten sus campanarios.

## Demografía
| 1897  | 1926  | 1939  | 1959  | 1970  | 1979  | 1989  | 2002  | 2008  |
| ----- | ----- | ----- | ----- | ----- | ----- | ----- | ----- | ----- |
| 9 200 | 8 600 | 6 900 | 6 200 | 7 200 | 7 500 | 7 800 | 7 660 | 7 495 |

## Economía e infraestructuras
La ciudad de Sevsk domina una región agrícola importante en cuanto a las conservas de hortalizas y de fruta.
Sevsk está situada en la carretera nacional M3 que une Moscú con Briansk y la frontera ucraniana para llegar más tarde a Kiev.

## Personalidades
- Iván Petrovski (1901-1973), matemático y rector de la Universidad Estatal de Moscú de 1951 a 1973.

## Ciudades hermanadas
- Bender, Moldavia.